# Komanlı
Komanlı är en ort i Azerbajdzjan.   Den ligger i distriktet Cəlilabad Rayonu, i den sydöstra delen av landet, 180 km sydväst om huvudstaden Baku. Komanlı ligger 41 meter över havet och antalet invånare är 2 696.
Terrängen runt Komanlı är platt åt nordost, men åt sydväst är den kuperad. Runt Komanlı är det ganska tätbefolkat, med 230 invånare per kvadratkilometer.. Närmaste större samhälle är Prishibinskoye, 5,2 km nordost om Komanlı.
Trakten runt Komanlı består till största delen av jordbruksmark.